# Catoptropteryx aurita
Catoptropteryx aurita är en insektsart som beskrevs av Thomas Henry Huxley 1970. Catoptropteryx aurita ingår i släktet Catoptropteryx och familjen vårtbitare. Inga underarter finns listade i Catalogue of Life.